# Mazowiecka Chorągiew Harcerzy ZHR
Mazowiecka Chorągiew Harcerzy ZHR – jednostka terytorialna Organizacji Harcerzy ZHR. Zrzesza hufce ZHR działające na terenie Warszawy i województwa mazowieckiego. Mazowiecka Chorągiew Harcerzy organizuje corocznie Zlot Świętego Jerzego, turniej wszystkich drużyn harcerzy z Mazowsza, rywalizujących o Włócznię Świętego Jerzego. Z chorągwi wydzieliła się w 2016 roku Staropolska Chorągiew Harcerzy i 2017 roku Północno-Wschodnia Chorągiew Harcerzy ZHR.

## Komenda Chorągwi
- Komendant Chorągwi: hm. Michał Rozbiewski HR
- Zastępcy Komendanta Chorągwi: hm. Piotr Karol Krajewski HR, hm. Jakub Greloff HR, hm. Jakub Pajkowski HR
- Szef Mazowieckiej Szkoły Instruktorów: phm. Mikołaj Opaliński HR
- Referent Zuchów: phm. Szymon Kotański HR
- Referent Harcerzy (Prawy Brzeg): phm. Michał Klimek HR
- Referent Wędrowników: phm. Jakub Kuciak HR
- Sekretarz Chorągwi: ćw. Jakub Nowakowski
- Skarbnik Chorągwi: ćw. Tomasz Gwóźdź

## Poprzedni Komendanci Chorągwi
- hm. Mariusz Borzęcki (22 maja 1989 – 15 czerwca 1990)
- hm. Krzysztof Kepal (1 czerwca 1990 – 5 października 1990)
- hm. Piotr Łysoń (5 października 1990 – 15 listopada 1992)
- hm. Marcin Jędrzejewski (15 listopada 1992 – 22 kwietnia 1993)
- hm. Paweł Wypych (22 kwietnia 1993 – 22 czerwca 1994)
- hm. Marcin Staniszewski (22 czerwca 1994 – 28 marca 1997)
- hm. Paweł Zarzycki (28 marca 1997 – 21 stycznia 2000)
- hm. Konrad Obrębski (21 stycznia 2000 – 13 października 2002)
- hm. Adam Ostrowski (13 października 2002 – 13 maja 2004)
- hm. Marek Gajdziński (13 maja 2004 – 13 kwietnia 2006)
- phm. Paweł Bucki (13 kwietnia 2006 – 2 października 2007)
- hm. Michał Kuczmierowski (2 października 2007 – 13 marca 2010)
- hm. Andrzej Jaworski (13 marca 2010 – 15 marca 2014)
- hm. Marek Gajdziński (15 marca 2014 – 12 marca 2016)
- hm. Jan Pastwa (12 marca 2016 – 11 marca 2018)
- hm. Wiktor Maracewicz (11 marca 2018 – 20 marca 2022)
- hm. Jakub Pajkowski (20 marca 2022 – 16 marca 2025)

## Hufce
- Mazowiecki Hufiec Harcerzy „Kresy” im. hm. RP Henryka Glassa – hufcowy phm. Michał Mandes HR
- Mazowiecki Hufiec Harcerzy "Pogranicze" – hufcowy phm. Paweł Mirosz HR
- Otwocki Hufiec Harcerzy "Warownia" - hufcowy pwd. Łukasz Błażejczyk HR
- Piaseczyński Hufiec Harcerzy „Watra” – hufcowy phm. Maciej Ołdakowski HR
- Ursynowski Hufiec Harcerzy „Rawicz” – hufcowy phm. Mikołaj Krześniak HR
- Warszawski Hufiec Harcerzy „Klucz”– hufcowy phm. Michał Melon HR
- Warszawski Hufiec Harcerzy „Grochów” im. Hufców Polskich – hufcowy phm. Jan Józefowski HR
- Warszawski Hufiec Harcerzy „Saska Kępa” – hufcowy phm. Maciej Getka HR
- Warszawski Hufiec Harcerzy „El Dorado” – hufcowy phm. Bartosz Skonieczny HR
- Warszawski Hufiec Harcerzy „Wawer" - hufcowy phm. Michał Klimek HR
- Warszawski Hufiec Harcerzy „Zawrat" – hufcowy phm. Mateusz Kaczkowski HR